# Robert Pintarič
Robert Pintarič (* 25. März 1964 in Ljubljana) ist ein ehemaliger jugoslawischer Radrennfahrer und nationaler Meister im Radsport. Nach dem Zerfall Jugoslawiens startete er für Slowenien.

## Sportliche Laufbahn
Pintarič war Straßenradsportler. Er stammte aus dem slowenischen Teil des Landes. 1988 gewann er die jugoslawische Meisterschaft im Straßenrennen vor Mićo Brković. 1993 holte er den slowenischen Titel im Einzelzeitfahren. Er war Teilnehmer der Olympischen Sommerspiele 1996 in Atlanta. Im Straßenrennen kam er auf den 70. Platz, im Einzelzeitfahren wurde er 32.
1988 gewann Pintarič das Etappenrennen Istrian Spring Trophy. 1998 siegte er in der Serbien-Rundfahrt mit zwei Etappenerfolgen. 1993, 1995 und 1996 holte er Etappensiege in der Slowenien-Rundfahrt. 1996 und 1997 gewann er jeweils eine Etappe der Slowakei-Rundfahrt. 1997 gewann er eine Etappe der Kroatien-Rundfahrt. 
In der Slowakei-Rundfahrt 1995 wurde Pintarič Gesamtzweiter hinter František Trkal. Im Gran Premio della Liberazione 1990 kam er beim Sieg von Uwe Winter auf den 3. Platz.